# فيرا رينولدز
فيرا رينولدز (بالإنجليزية: Vera Reynolds)‏ هي راقصة وممثلة أمريكية، ولدت في 25 نوفمبر 1899 في الولايات المتحدة، وتوفيت بنفس المكان في 22 أبريل 1962 بسبب مرض.

## وصلات خارجية
- فيرا رينولدز على موقع IMDb (الإنجليزية)
- فيرا رينولدز على موقع قاعدة بيانات الفيلم (الإنجليزية)